# Zweites Buch

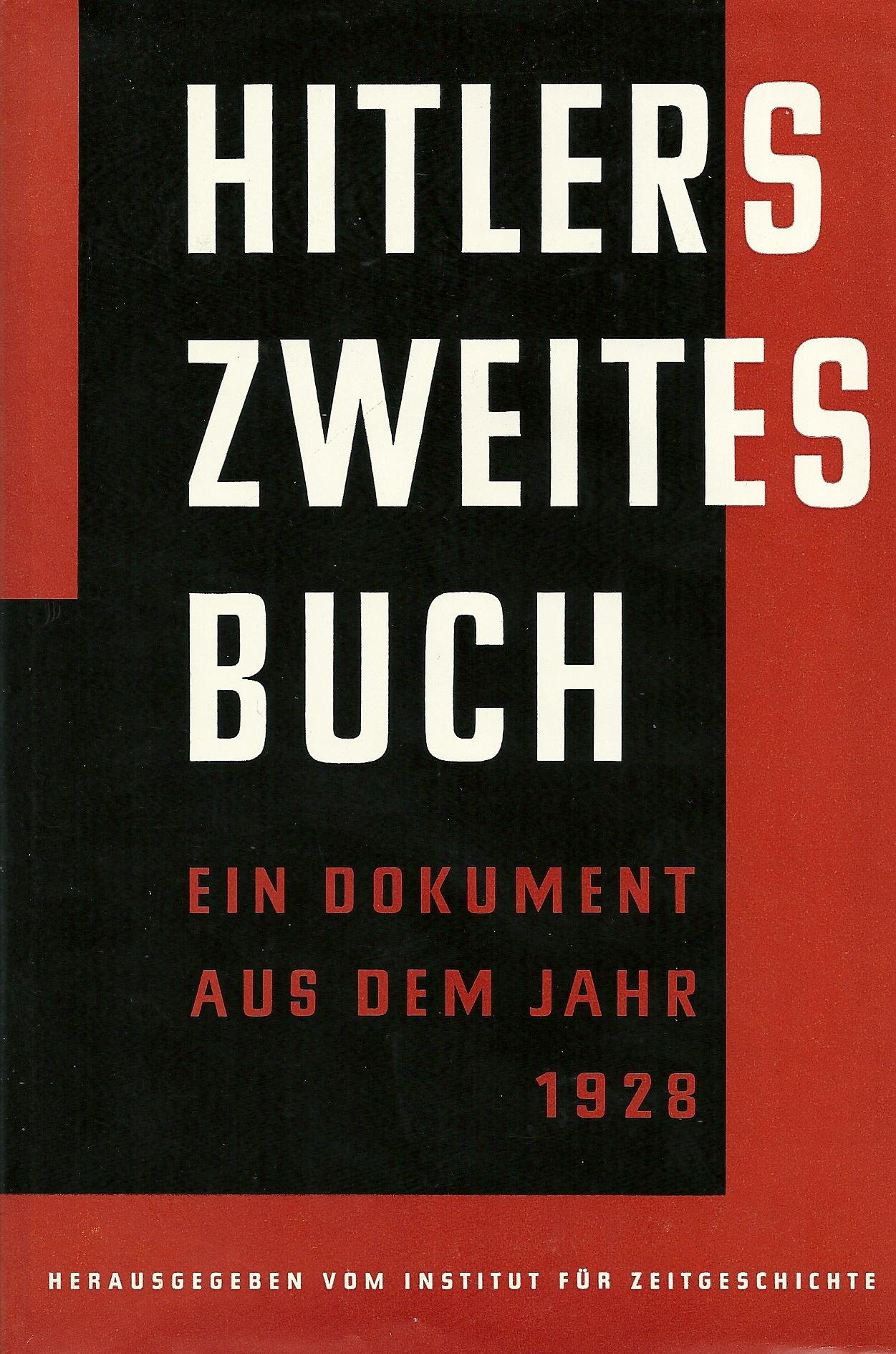

Zweites Buch (tyska: Den andra boken) blev eftervärldens namn på den bok som Adolf Hitler skrev 1928, som uppföljare till Mein Kampf. Den handlar om utrikespolitik och publicerades inte under hans livstid.

## Handling
Efter nazistpartiets blygsamma valresultat, som enligt Hitler berodde på att folket inte ännu hade förstått hans idéer fullt ut, återvände han till München i syfte att skriva en uppföljare till Mein Kampf. Temat i boken är utrikespolitik och han förutspår bland annat att en slutlig strid skulle äga rum mellan USA och de kombinerade styrkorna av Stortyskland och det brittiska imperiet.